# Kirchenkreis Teltow
Der Kirchenkreis Teltow war als Kirchenkreis ein Zusammenschluss evangelischer Kirchengemeinden am südwestlichen Rand Berlins, die nach dem Bau der Berliner Mauer 1961 von ihrem Mutterkirchenkreis Zehlendorf getrennt wurden. Acht Jahre nach der Wiedervereinigung Deutschlands wurde der Kirchenkreis aufgelöst. Die Mehrheit der Teltower Gemeinden vereinigte sich 1998 wieder mit dem Kirchenkreis Zehlendorf in Berlin, während sich vier Pfarrsprengel und Gemeinden dem Kirchenkreis Zossen im Land Brandenburg anschlossen.

## Entstehung

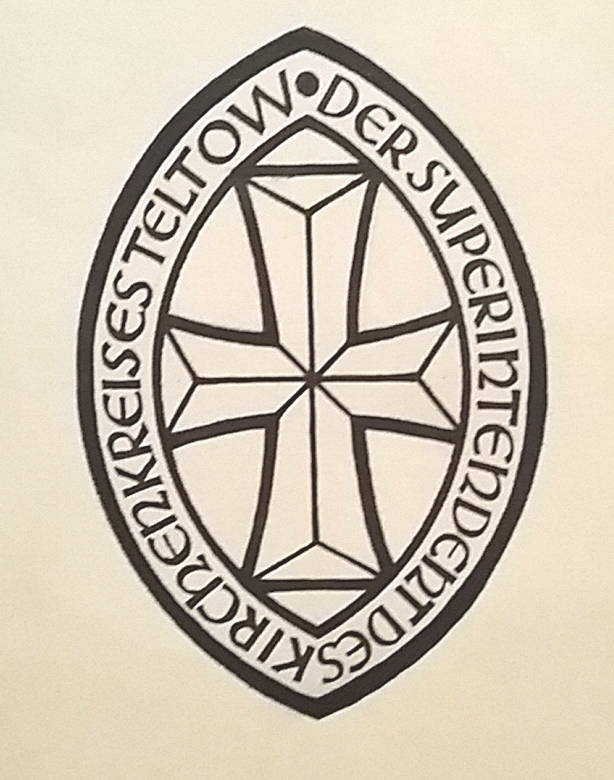
Siegel des Superintendenten des ehemaligen Kirchenkreises Teltow

Der nach der Auflösung des ehemaligen Kirchenkreises Kölln-Land I 1948 im Südwesten Berlins entstandene Kirchenkreis Zehlendorf der Evangelischen Kirche in Berlin-Brandenburg hatte die Besonderheit, dass die Mehrheit der Kirchengemeinden und die Verwaltung im amerikanischen Sektor Berlins gelegen waren, einige Gemeinden sich jedoch jenseits der Berliner Stadtgrenze in der sowjetischen Besatzungszone, der späteren DDR, befanden. Da die Grenzen anfangs noch durchlässig waren, stellte das für die Kommunikation innerhalb des Kirchenkreises kein größeres Problem dar. Das ändert sich mit dem Bau der Berliner Mauer am 13. August 1961, die das Gebiet der Westsektoren Berlins vom Ostsektor sowie der West-Berlin umgebenden DDR trennte.
Da eine weitere, gemeinsame kreiskirchliche Leitung nun praktisch unmöglich war, ordnete die neu gebildete regionale Kirchenleitung der Evangelischen Kirche in Berlin Brandenburg (Ost) die auf dem Gebiet der DDR verbliebenen Gemeinden des nun getrennten Kirchenkreises Zehlendorfer zunächst dem Kirchenkreis Zossen zu. Bald jedoch wurde die Bildung eines eigenen Kirchenkreises Teltow betrieben. Der Mutterkirchenkreis Zehlendorf in Berlin (West) widersetzte sich anfänglich diesen Plänen, um „eine kirchliche Anerkennung der politischen Realitäten zu vermeiden“. In dieser Kontroverse beschloss letztlich die Regionalsynode die Bildung des Kirchenkreises Teltow zum 1. Januar 1963. Der Teltower Pfarrer Lic. Gerhard Puttkammer – bislang Stellvertreter des Zehlendorfer Superintendenten Walther Hildebrand – wurde als erster Superintendent des neuen Kirchenkreises Teltow, des kleinsten der Landeskirche, in sein neues Amt eingeführt.

## Gemeinden
Dem neuen Kirchenkreis gehörten bei seiner Gründung die folgenden 16 Kirchengemeinden und Pfarrsprengel an:
- Blankenfelde
- Jühnsdorf
- Diedersdorf
- Kleinbeeren
- Gröben
- Groß-Beuthen
- Großbeeren
- Heinersdorf
- Kleinmachnow
- Mahlow
- Glasow
- Rangsdorf
- Siethen
- Stahnsdorf
- Teltow
- Evangelisches Diakonissenhaus Teltow - Kreuzburg

## Superintendenten
Dem Kirchenkreis standen folgende Pfarrer als Superintendenten vor:
- Gerhard Puttkammer 1963–1965
- Reinhard Kähler 1966–1984
- Matthias Corbach 1986–1996
- Helmut Kulla (amtierend) 1996–1997

## Entwicklungen im Kirchenkreis
Zum 1. Januar 1968 wurden die am östlichen Rande des Kirchenkreises Potsdam gelegenen Kirchengemeinden des Pfarrsprengels Ahrensdorf
- Ahrensdorf,
- Nudow und
- Schenkenhorst

sowie die zum Pfarrsprengel Güterfelde gehörenden Kirchengemeinden
- Güterfelde und
- Sputendorf

in den Kirchenkreis Teltow eingegliedert.
1979 wurden die Kirchengemeinden Diedersdorf und Jühnsdorf in den Pfarrsprengel Blankenfelde eingegliedert. Weiterhin wurde dem Pfarrsprengel Blankenfelde die Kirchengemeinde Dahlewitz aus dem Kirchenkreis Königs-Wusterhausen zugeordnet. Die Verwaltung der Kirchengemeinde Schenkenhorst wurde von der Kirchengemeinde Güterfelde wahrgenommen.

## Superintendentur und kreiskirchliche Verwaltung

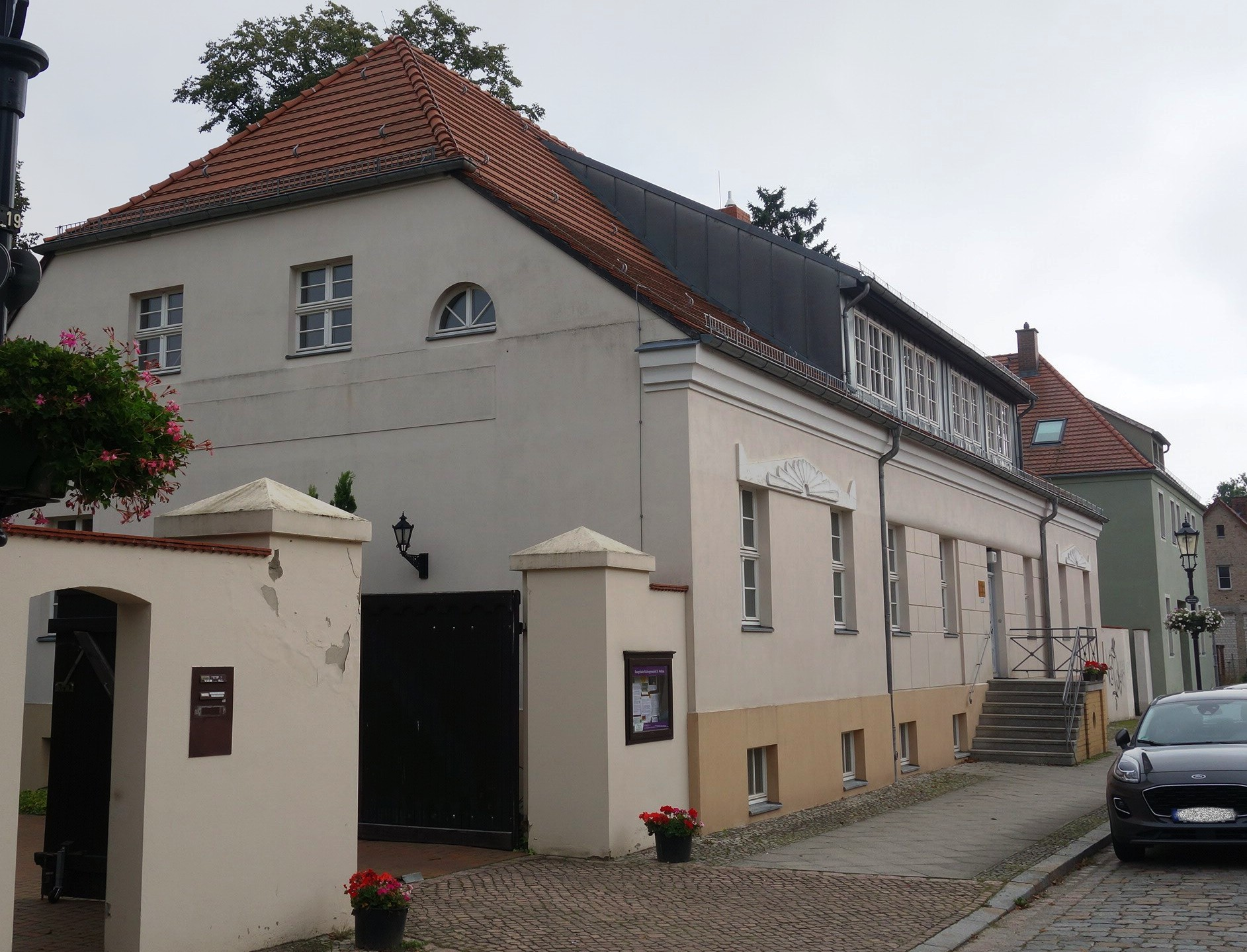
Das Teltower Pfarrhaus 2021, ehemaliger Sitz der Superintendentur des Kirchenkreises Teltow

In sehr beengten Verhältnissen teilten sich Superintendentur, Rendantur sowie das Kirchensteuerbüro mit der Privatwohnung der Pfarrfamilie, dem Gemeindebüro und dem Gemeinderaum der Kirchengemeinde das Pfarrhaus der Kirchengemeinde Teltow in der Ritterstraße 11.
Nach der Wiedervereinigung Deutschlands zog das kirchliche Verwaltungsamt in einen eigens errichteten Neubau, der 1994/1995 als Anbau an die Teltower Siedlungskirche in der Mahlower Straße errichtet wurde. Diese Nutzung wurde obsolet, als das Teltower Verwaltungsamt zum 1. Januar 1998 mit denen der benachbarten Kirchenkreise Steglitz und Zehlendorf zu einem gemeinsamen „Kirchenkreisverband Berlin Süd-West“ mit Sitz in Berlin zusammengelegt wurden.

## Partnergemeinden
Trotz der Trennung durch die Grenze blieben Kontakte der Teltower Gemeinden zu denen im ehemaligen (Mutter-)Kirchenkreis Zehlendorf durch die Pflege von Paten- oder Partnerschaften erhalten. So waren z. B. die Kirchengemeinde Diedersdorf (Teltow) mit der Kirchengemeinde Schlachtensee (Zehlendorf) oder die Kirchengemeinde St. Andreas Teltow mit der Kirchengemeinde Zur Heimat (Zehlendorf) miteinander verbunden.
Nachdem durch das Passierscheinabkommen 1971 West-Berlinern mit einem Tagesvisum der Besuch in der DDR erlaubt war, kamen der Zehlendorfer und der Teltower Pfarrkonvent einmal jährlich zu einem gemeinsamen Treffen in Teltow zusammen.
Weitere partnerschaftliche Verbindungen bestanden zu Gemeinden der Evangelischen Landeskirche in Baden. Der Teltower Superintendent Corbach beschreibt die Intensität der partnerschaftlichen Verbindungen mit den Worten: „Der Schock der Amputation von Zehlendorf nach 1961 bewirkte weniger ein Zusammenrücken der Gemeinden und stärkere Kooperation im Kirchenkreis, als vielmehr eine verstärkte Pflege der Partnerverbindungen über die Grenzen hinweg. Fast jede Gemeinde gestaltete ihre Höhepunkte, Gemeindefeste und Ausflüge gemeinsam mit den Westberliner Partnern. Ebenso starke Hilfe, besonders bei Bauaufgaben an den Kirchen, kam aus den Partnergemeinden der badischen Kirche. Das… (bewirkte), dass kreiskirchliche Gemeinsamkeiten kaum gesucht wurden“.

## Auflösung des Kirchenkreises
Nach dem Fall der Berliner Mauer 1989 konnte die Notverordnung der Evangelischen Kirche in Berlin-Brandenburg vom 9. Juli 1959, die im Fall einer politischen Trennung bei Wahrung der Einheit zwei Regionen mit zwei vorläufigen Synoden vorsah, aufgehoben werden. Es wurde wieder eine gemeinsame Kirchenleitung gebildet, eine neue Grundordnung wurde Ende 1994 beschlossen. Auf dieser Grundlage begann auch für den Kirchenkreis Teltow ein Anpassungsprozess auf allen Ebenen. Konnte der Beschluss der Kirchenleitung vom 7. Juli 1995, die Gemeinden des Kirchenkreises Teltow in benachbarte Kirchengemeinden einzugliedern, von der Kreissynode Teltow noch abgelehnt werden, machte ein weiterer Beschluss der Kirchenleitung, nämlich die Zahl von Superintendenturen, Verwaltungsämter und Gremien zu verringern, eine Auflösung des Kirchenkreises unausweichlich. Nach einem Abstimmungsprozess in den einzelnen Gemeinden beschloss die Kreissynode Teltow letztlich die folgende Lösung: Die Pfarrsprengel/Kirchengemeinden Großbeeren, Güterfelde, Kleinmachnow, Stahnsdorf und Teltow sowie das Diakonissenhaus Teltow schließen sich mit den Gemeinden des Kirchenkreises Zehlendorf zu einem Kirchenkreis zusammen. Die Pfarrsprengel/Kirchengemeinden Ahrensdorf, Blankenfelde, Mahlow und Rangsdorf schließen sich mit dem Kirchenkreis Zossen zusammen. Nach Anhörung der Betroffenen stimmte die Kirchenleitung dieser Regelung zu. Sie wurde zum 1. Juli 1998 in Kraft gesetzt.
Der neue, um die Teltower Gemeinden erweiterte, Kirchenkreis Zehlendorf, erhielt auf der Tagung der ersten gemeinsamen Kreissynode den Namen „Evangelischer Kirchenkreis Teltow-Zehlendorf“.